# Freie Montessori Schule
Die privat geführte Freie Montessori Schule (FMS) in Altach im Bezirk Feldkirch, die eine Volksschule und eine Mittelschule mit Öffentlichkeitsrecht betreibt, wurde 1981 gegründet und betreut jährlich etwa 140 Schüler. Es werden öffentlich anerkannte Zeugnisse ausgestellt, welche durch die Schulaufsicht des Landes Vorarlberg bestätigt werden.
Mit Beginn des Schuljahrs 2019/2020 wird die FMS zur ersten buddhistischen Schule in Österreich. Die Österreichische Buddhistische Religionsgesellschaft (ÖBR) wurde als Mitglied im Verein der FMS Altach aufgenommen. Durch diese Partnerschaft wird die FMS den öffentlichen Schulen gleichgestellt und bekommt genauso viele Lehrerstunden vom Bund bezahlt wie eine öffentliche Schule, wodurch das Schulgeld für die Eltern um etwa 20 % reduziert werden kann. Das Angebot der FMS wird um eine Oberstufe erweitert.

## Geschichte
Im Frühjahr 1981 fanden auf Initiative von Hannelore und Bruno Madlener und unter Mithilfe von Maria Summer die ersten Gespräche mit den Behörden bezüglich der Gründung einer privaten Volksschule statt. Im Juli 1981 erfolgte die Gründungsversammlung der Privaten Volksschule Rankweil im Gasthof Sternen in Rankweil. Am 13. September 1981 startete die Schule mit zwei Klassen im Haus von Maria Summer. 1984 übersiedelte die Schule in die Räumlichkeiten des BFI Rankweil. 1985/1986 erfolgte der Umzug nach Altach in das Gebäude der Firma Huchler. Im gleichen Jahr wurde das Öffentlichkeitsrecht für die Volksschule zuerkannt. 1986/1987 erfolgte der Umzug in das Gebäude der Firma Kopf in Altach.
1988 wurde die Fünftagewoche eingeführt. Es wurden erstmals Kinder mit erhöhtem Förderbedarf (Integrationskinder) aufgenommen. 1990 wurde eine Initiative gestartet, um die Schule auch als Hauptschule weiterzuführen. 1994 wurde eine Neugestaltung des pädagogischen Konzeptes und eine Orientierung an den Grundsätzen von Maria Montessori vorgenommen, wobei die Schule für andere reformpädagogische Konzepte offen blieb. 1996 erfolgt die Einführung des jahrgangsübergreifenden Unterrichtes für alle Klassenstufen. 2001 siedelte die Schule in das neue Schulgebäude über. Ab 2004 wurde das Öffentlichkeitsrecht für die Mittelstufe zuerkannt und ab 2006 auch für die 6. Schulstufe. 2006 wurde außerdem der Schulname in Freie Montessori Schule geändert. 2007/2008 erfolgte die Erlangung des Öffentlichkeitsrechtes auf Dauer für die Freie Montessori Schule in Altach.

## Leistungsbeurteilung
Die Freie Montessori Schule in Altach vergibt in den Schulstufen 1 bis 7 keine Ziffernnoten. Anstelle der Notenzeugnisse treten Schulbesuchsbestätigungen, Pensenbücher, halbjährliche Eltern-Schüler-Lehrer-Gespräche, Entwicklungsberichte und Coachinggespräche. Erst in der 8. Schulstufe erhalten Schüler, wie in jeder anderen Mittelschule in Österreich, ein Notenzeugnis.